# Ukrajinský Superpohár
Ukrajinský Superpohár je ukrajinský fotbalový superpohár, o který se od roku 2004 utkávají vítěz Premier Lihy a ukrajinského fotbalového poháru. Zápas konaný vždy před začátkem fotbalové sezony pořádá Ukrajinský fotbalový svaz.

## Přehled vítězů podle let
| Rok  | Vítěz          | Poražený              | Výsledek       |
| ---- | -------------- | --------------------- | -------------- |
| 2021 | Šachtar Doněck | Dynamo Kyjev          | 3:0            |
| 2020 | Dynamo Kyjev   | Šachtar Doněck        | 3:1            |
| 2019 | Dynamo Kyjev   | Šachtar Doněck        | 2:1            |
| 2018 | Dynamo Kyjev   | Šachtar Doněck        | 1:0            |
| 2017 | Šachtar Doněck | Dynamo Kyjev          | 2:0            |
| 2016 | Dynamo Kyjev   | Šachtar Doněck        | 1:1 (4:3 pen.) |
| 2015 | Šachtar Doněck | Dynamo Kyjev          | 2:0            |
| 2014 | Šachtar Doněck | Dynamo Kyjev          | 2:0            |
| 2013 | Šachtar Doněck | FK Černomorec Oděsa   | 3:1            |
| 2012 | Šachtar Doněck | Metalurh Doněck       | 2:0            |
| 2011 | Dynamo Kyjev   | Šachtar Doněck        | 3:1            |
| 2010 | Šachtar Doněck | SK Tavrija Simferopol | 7:1            |
| 2009 | Dynamo Kyjev   | FK Vorskla Poltava    | 0:0 (4:2 pen.) |
| 2008 | Šachtar Doněck | Dynamo Kyjev          | 1:1 (5:3 pen.) |
| 2007 | Dynamo Kyjev   | Šachtar Doněck        | 2:2 (4:2 pen.) |
| 2006 | Dynamo Kyjev   | Šachtar Doněck        | 2:0            |
| 2005 | Šachtar Doněck | Dynamo Kyjev          | 1:1 (4:3 pen.) |
| 2004 | Dynamo Kyjev   | Šachtar Doněck        | 1:1 (6:5 pen.) |

### Přehled vítězů podle klubů
| Klub               | Vítěz | Poražený finalista | Vítězné roky                                         |
| ------------------ | ----- | ------------------ | ---------------------------------------------------- |
| Šachtar Doněck     | 9     | 8                  | 2005, 2008, 2010, 2012, 2013, 2014, 2015, 2017, 2021 |
| Dynamo Kyjev       | 9     | 6                  | 2004, 2006, 2007, 2009, 2011, 2016, 2018, 2019, 2020 |
| Vorskla Poltava    | —     | 1                  |                                                      |
| Tavrija Simferopol | —     | 1                  |                                                      |
| Metalurh Doněck    | —     | 1                  |                                                      |
| Černomorec Oděsa   | —     | 1                  |                                                      |
| Celkem             | 16    | 16                 |                                                      |